# Los guardiamarinas
Los guardiamarinas és una pel·lícula espanyola de comèdia romàntica del 1967 dirigida per Pedro Lazaga amb guió de Pedro Masó, Rafael J. Salvia i Vicente Coello.

## Sinopsi
Després de tornar d'un viatge a bord del vaixell-escola Juan Sebastián Elcano (A-71), el comandant Carlos Torres acaba de ser pare novament i forçat per la seva esposa accepta un nou destí a terra ferma: s'ha de fer càrrec de la nova promoció d'aspirants a guardiamarina per l'Escola Naval Militar a Marín (Pontevedra). Un grup de soldats de la Marina es preparen per a arribar a ser guardiamarines, alguns d'ells hauran de suportar les típiques quintades. Entre els veterans hi ha Enrique Andrade, estudiant de cinquè curs fill d'un contramestre que vol viure la vida. Un altre, Miguel Montero, es estudiós i competitiu. Miguel i Enrique rivalitzaran encara més quan Miguel festegi amb María José, amiga d'Enrique.

## Repartiment
- Alberto de Mendoza... Carlos Torres
- Julia Gutiérrez Caba...	Isabel
- José Luis López Vázquez	...	Caporal Goro Rioseco
- Pepe Rubio...	Enrique Andrade
- Paloma Valdés	...	María José Ferreira
- Manuel Zarzo	...	Miguel Montero
- Alfredo Landa	...	Ignacio Vidal
- Andrés Mejuto	 ...	Contramestre Andrade
- Emilio Gutiérrez Caba...	Cerebro
- José Marco Davó	...	Sr. Ferreira

## Premis
Als Premis del Sindicat Nacional de l'Espectacle de 1966 va guanyar el primer premi a la millor pel·lícula (250.000 pessetes), així com el premi al millor actor secundari (Emilio Gutiérrez Caba) i a la millor fotografia (Juan Mariné).